# 神澤康夫
神澤 康夫（かんざわ やすお、1913年 - 没年不明）は、日本の歯学者。専門は歯科理工学。東京医科歯科大学名誉教授。

## 略歴
- 1913年（大正2年）長野県生まれ。
- 1930年（昭和5年）旧制松本第二中学（現長野県松本県ヶ丘高等学校）卒業[2]。
- 1935年（昭和10年）東京工業大学卒業。

東京医科歯科大学歯学部教授。1977年（昭和52年）定年退官。東京医科歯科大学名誉教授。専門は歯科理工学。
退官後は、1978年（昭和53年）4月より、東日本学園大学（現北海道医療大学）歯学部開設と共に、歯学部教授、歯学部長を務めた。

## 人物
東京医科歯科大学歯学部時代の教え子の一人
、朔敬氏（新潟大学名誉教授）は新潟大学退官に際して寄せた『新潟での二十五年に その前の二十年をかさねて』と言う一文の中で、神澤についてこう記している。
「（前略）歯科理工学が苦手で、四度再試験をうけさせていただきました。神沢康夫教授は怖い先生だとおもいこんでいましたが、夏休みに研究室にかよわさせてくださいましたので、ノートをつくりなおすことができました。そのＡ４判ノート四冊はまだ保存していて、わたしの試験に落第した学生にみせたりしてきました。この勉強をとおして講義ノートづくりに開眼したので、それはわたしの新潟大学での学生指導の基盤になりました（後略）」。

## 所属学会
- 日本金属学会
- 国際歯科研究学会 終身会員[8]

## 著書・共編著
- 『Ag-Pd系合金の研究 (第2報):歯科用Ag-25%Pd-7%Cu合金の時効性について』神澤康夫著
- 『金合金の研究-11-14K58.3wt%Au-8.3wt%Pd-Ag-Cu合金の時効硬化について』神澤康夫著 (1972)
- 『医療用金属材料--その生体組織反応とコンパチビリティについて』神澤康夫著 (1976)
- 『実用貴金属合金歯科材料を中心として』神澤康夫著 (1971)
- 『高温相変化の状態を生で見るには(最近の歯学 理工)』神澤康夫著 (1968)
- 『歯科金属の鑄造法に関する研究第2報エチルシリケートを結合材とする高温鑄造用埋没材について』神澤康夫著 (1956)

ほか